# Constantin de Strathclyde
Constantin est réputé être le fils et successeur du roi Rhydderch Hael d'Alt Clut, le royaume brittonique connu ensuite sous le nom de Strathclyde (l'actuel nom anglais d'Alt Clut est Dumbarton). 

## Biographie
Constantin n'est pas mentionné dans le Manuscrit Harleian MS 3859, Il ne figure pas dans le « Bonedd Gwŷr y Gogledd » (c'est-à-dire: L'Extraction des Hommes du Nord) ni dans le « Bonhed Gwyr y Gogled yn hav ». Il n’apparaît que dans la vita Kentigern de Glasgow composée par Jocelyn de Furness, qui le présente comme un clerc, peut-être « Constantin rex Cornubiensis » qui aurait été martyrisé dans le Kintyre. Au XIIe siècle la biographie de ce saint Constantin était devenue si obscure, que le roi Constantin fut une invention littéraire créée pour donner corps à un récit sur le personnage fantomatique initial.
La compilation d'hagiographies de l'église orthodoxe connue sous le nom de "Grand Synaxaire" inclut saint Constantin de Strathclyde, et fixe le jour de sa fête au 11 mars. Elle indique également qu'il est amené au christianisme par saint Columba, devient un missionnaire en Angleterre et Irlande et meurt vers 640,.

## Sources
- (en) Peter Bartrum, A Welsh Classical Dictionary : People in History and Legend Up to about A.D. 1000, Aberystwyth, National Library of Wales, 1993, 649 p. (ISBN 978-0-907158-73-8), p. 163-164  CONSTANTINUS son of RHYDDERCH HAEL. (570)
- (en) Ann Williams,Alfred P. Smyth, D P Kirby, A Bibliographical Dictionary of Dark Age Britain (England, Scotland and Wales c.500-c.1050), Londres, Seaby, 1991, 253 p. (ISBN 1-85264-047-2), p. 89 « Constantine St King of Strathclyde Britons c.600 »
- (en) Tim Clarkson, The Men of the North. The Britons of southern Scotland, Édimbourg, John Donald, 2010, 230 p. (ISBN 978-1-906566-18-0), p. 61-62,82.
- Great Synaxaristes: (el) Ὁ Ἅγιος Κωνσταντίνος ὁ βασιλεὺς. 11 Μαρτίου. ΜΕΓΑΣ ΣΥΝΑΞΑΡΙΣΤΗΣ.